# Historia de las yeruas, y plantas...
Historia de las yeruas, y plantas sacada de Dioscoride Anazarbeo y otros insignes Autores, con los nombres Griegos, Latinos, y Españoles es una traducción al castellano del libro De historia stirpium de Leonhart Fuchs. Su primera edición de esta traducción se realizó en Amberes en 1557.

## Historia
Historia de las yeruas, y plantas...  consta de la traducción hecha por Juan de Jarava del libro de Jacques Goupyl Histoire des plantes (en francés, «Historia de las plantas»). Este, por su parte, era ya una edición reducida y en francés del libro De historia stirpium, de Leonard Fuchs. De ahí que la autoría de Historia de las yeruas, y plantas...  se le suela atribuir a este último. Por lo tanto y a pesar de lo indicado en el título, la relación del Historia de las yeruas...  con Dioscórides, a quien se le atribuye influencia, es más bien lejana.